# Elizabeth Singer Rowe
Elizabeth Singer Rowe (nacida Singer, 1674-1737) fue una poetisa, ensayista y escritora de ficción inglesa descrita como "el adorno de su sexo y edad"  y la "Cantante celestial". Fue una de las autoras inglesas del siglo XVIII más leídas. Escribió principalmente poesía religiosa, pero una de sus obras más conocidas Friendship in Death (Amistad en la muerte)  (1728) consistió en una serie de cartas imaginarias de los muertos a los vivos. A pesar de una reputación póstuma como una reclusa piadosa y afligida, Rowe mantuvo una amplia correspondencia y estuvo involucrada en cuestiones locales en Frome en su natal Somerset . Ella siguió siendo popular y, a menudo, se tradujo hasta bien entrado el siglo XIX, a ambos lados del Atlántico. Aunque se lee poco hoy en día, los estudiosos señalan que era estilística y temáticamente radical para su época.

## Biografía
Nacida el 11 de septiembre de 1674 en Ilchester, Somerset, era la hija mayor de Elizabeth Portnell y Walter Singer, un ministro disidente. Sus padres se conocieron mientras Portnell hacía obras de caridad en la prisión de Ilchester, donde Singer estaba detenido con otros disidentes.  Dejó el ministerio después de casarse con Portnell y se convirtió en un costurero. Elizabeth recibió una buena educación. Su padre también le enseñó la doctrina Inconformista anglicana o Disidente  a las mujeres se les permitió hablar en público y participar en la elección de ministros y la admisión de nuevos miembros de la iglesia; participó activamente en los asuntos de la iglesia local.  Su padre también le inculcó el interés por la literatura, la música y la pintura, y se cree que asistió a un internado. 
En la biografía incluida en sus Miscellaneous Works (Obras Misceláneas) publicadas póstumamente, su cuñado, Theophilus Rowe, la describió así: «La Sra. Rowe no era una belleza normal, pero poseía gran parte de los encantos de su sexo. Era de estatura moderada, su cabello de un fino color castaño rojizo, y sus ojos de un gris oscuro inclinado al azul y llenos de fuego. Su tez era exquisitamente clara y un rubor rosado natural brillaba en sus mejillas. Hablaba con gracia, y su voz era sumamente dulce y armoniosa, y se adaptaba perfectamente a ese lenguaje suave que siempre fluía de sus labios » 
La madre de Elizabeth murió cuando ella tenía unos 18 años, y su padre se mudó con la familia a Egford Farm, Frome, Somerset, donde recibió clases de francés e italiano por parte de Henry Thynne, hijo del primer vizconde Weymouth de Longleat, Wiltshire. Las conexiones que hizo en Longleat beneficiaron su carrera literaria e iniciaron una amistad de por vida con Frances Thynne, la hija del vizconde. La tía abuela de Thynne, Anne Finch, escribió un poema que menciona a Philomela (Rowe) alrededor de 1713, y Thynne y Anne Finch se convirtieron en sus patrocinadores. Aunque cortejada por John Dunton, Matthew Prior e Isaac Watts, se casó con el poeta y biógrafo Thomas Rowe, 13 años menor que ella, en 1710. Un breve matrimonio dado que Thomas murió de tuberculosis en 1715. Después de su muerte, Elizabeth dejó Londres y regresó a Frome en casa de su padre en Rook Lane House, donde se colocó una placa en su memoria.
El padre de Elizabeth murió en 1719, dejándole una herencia considerable, la mitad de los ingresos anuales de los cuales donaba a la caridad. Una vez escribió: «Mis cartas deberían llamarse Epístolas de los muertos a los vivos», y puso cuidadosamente sus papeles en orden antes de su muerte, incluso escribiendo cartas de despedida a amigos en lo que parece "haber sido concebido como parte de un evento impreso póstumo de 'buena muerte' organizado" por la propia Rowe.
Murió el 20 de febrero de 1737 de una apoplejía y fue enterrada con su padre en su tumba en la Iglesia Congregacional Rook Lane.

## Obras literarias
Elizabeth Singer Rowe comenzó a escribir a los 12 años, probablemente sin que sus padres lo supieran. A los 19 años inició una correspondencia "platónica" con John Dunton, un librero y fundador de la Sociedad Ateniense, que fue el material fuente del resumen de 61 páginas "escandaloso", "hilarante" y "siniestro" de Dunton de su relación con Singer Row titulado The Double Courtship (El doble noviazgo). Entre 1693 y 1696 fue la principal contribuyente de poesía en la revista The Athenian Mercury de Dunton, pero más tarde lamentó su proximidad con él, como "empresario del mundo de la impresión" cuyas adaptaciones de gallardía masculina a la impresión comercial fueron "ridiculizadas" por los literatos. 
Muchos de estos poemas fueron reimpresos en Poems on Several Occasions, también publicado por Dunton. Durante este tiempo, escribió imitando al poeta griego Píndaro bajo los seudónimos Philomela y Lady Pindarick.  El enfoque de Píndaro para escribir odas sobre abstracciones fue una forma de verso popular a finales del siglo XVII.
Poems on Several Occasions (1696)

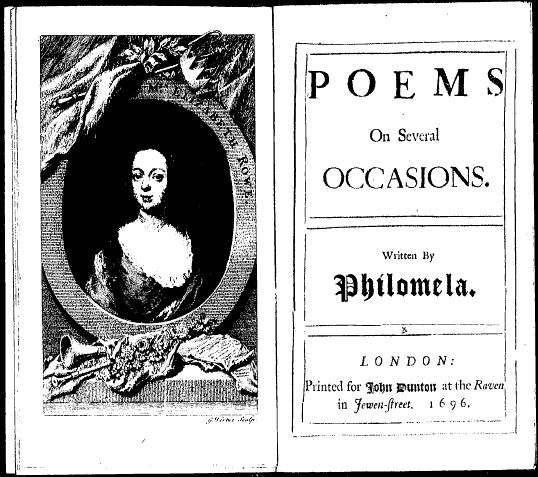
Frontispicio y portada de Poemas en varias ocasiones, 1696.

Escrita bajo el seudónimo de Philomela, esta colección fue publicada por John Dunton cuando Rowe tenía veintidós años.
Divine Hymns and Poems on Several Occasions (1704)
Publicado en 1704, Rowe fue la poeta destacada en esta colección de poesía religiosa didáctica, que también incluía poesía de Richard Blackmore, John Dennis y John Norris.
Poemas on Several Occasions (1717)
Esta colección contiene pastorales, himnos, una imitación de Anne Killigrew, una "defensa apasionada del derecho de la mujer a la poesía", en la que defiende a las mujeres ", anuladas por la Tiranía del Orgulloso Sexo". Este volumen incluía uno de sus poemas más conocidos, "Sobre la muerte del Sr. Thomas Rowe", un poema apasionado que escribió en memoria de la muerte prematura de su marido. Se dice que el poema fue una inspiración para Eloisa to Abelard deAlexander Pope (1720), y lo incluyó en la segunda edición. En él escribió: «Para ti en seguida me retiro del mundo / Para alimentar en sombras silenciosas un fuego sin esperanza». 
Cumplió su palabra y se retiró a la casa de su padre en Frome.

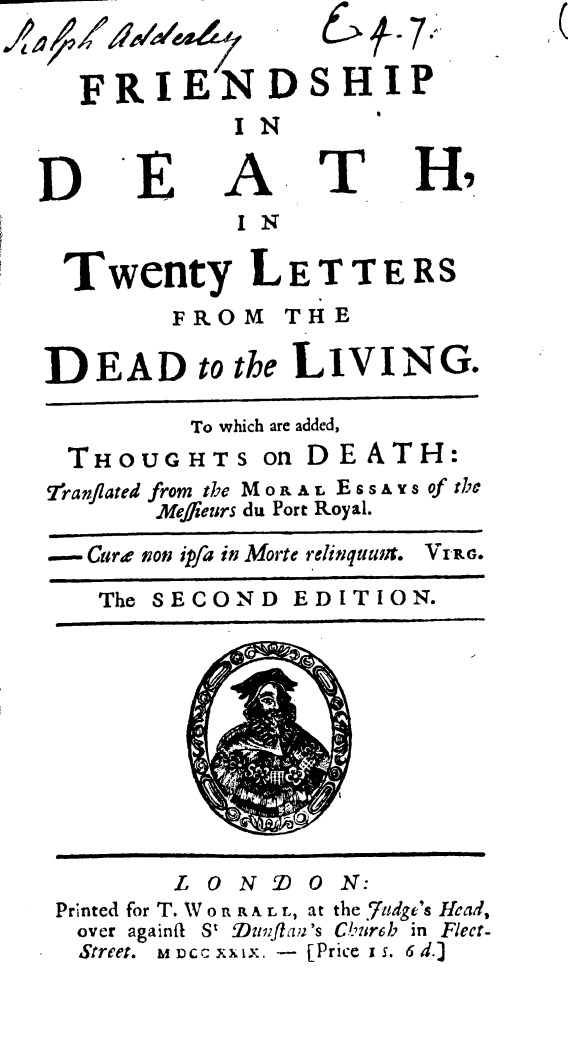
Portada de Friendship in Death, segunda ed. 1729

Friendship in Death, in Twenty Letters From the Dead to the Living (1728)
Sin duda, su obra más popular, Friendship in Death , publicada por primera vez en 1728, tuvo al menos  79 ediciones en 1825 y otras diez en 1840. En el siglo XVIII, las ediciones de esta obra superaron al  Robinson Crusoe de Daniel Defoe y a Clarissa de Samuel Richardson y la brecha se ensanchó mientras el siglo avanzaba.  La obra consta de cartas imaginarias de amigos virtuosos y seres queridos, incluido un niño de dos años a su madre en duelo, que ha fallecido, se ha ido al cielo y desea impartir consejos espirituales, principalmente con el interés de asegurarse de que las almas de amigos y seres queridos vayan al cielo. El tema de las cartas consiste principalmente en dilemas morales y temas contemporáneos; muchas de las cartas recuerdan los ensayos morales, mientras que otras se acercan más a las situaciones descritas en las novelas. Aquí Rowe parece estar llevando a cabo una campaña contra el libertinaje en las obras de ficción amatoria de la literatura de la época  En el prefacio, Rowe declara su intención didáctica: «La deriva de estas cartas es impresionar la noción de la inmortalidad del alma; sin la cual, toda la virtud y la religión, con sus buenas consecuencias temporales y eternas, deben caer al suelo». Según los espíritus, la muerte debe ser bienvenida y no temida, ya que el alma experimenta la bienaventuranza en el cielo.
El modelo literario más inmediato y conocido de Rowe para Friendship in Death fue Letters from the Dead to the Living (1702) de Tom Brown, aunque el trabajo de Brown presenta a hombres famosos que hacen comentarios ingeniosos tanto sobre contemporáneos infames como sobre el infierno. Friendship in Death se basa en la tradición epistolar, la literatura de apariciones y la literatura de retazos, e influyó en muchas escenas posteriores de muerte prolongada, como en Clarissa de Samuel Richardson y Las aventuras de David Simple de Sarah Fielding . Volumen el último (1753).
Letters on Various Occasions, in Prose and Verse (1729)

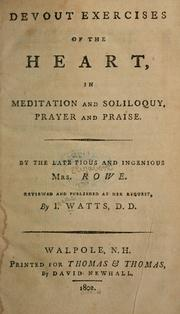
La página del título de Elizabeth Singer Rowe, "Devotos ejercicios del corazón en meditación y soliloquio, oración y alabanza", publicada originalmente en 1737 (edición de 1802).

Esta colección incluye la primera parte de  Letters Moral and Entertaining.
Letters Moral and Entertaining (1729-32)
Letters Moral and Entertaining fue una serie de tres partes de cartas ficticias que se centran en el amor, el matrimonio y la muerte. Quizás descrito mejor como una mezcla didáctica, este trabajo también contenía poesía religiosa, pastorales, traducciones de Tasso y cartas reales de la correspondencia entre Rowe y Lady Hertford. La Parte I, 1729, se publicó como una "especie de secuela" de Friendship in Death y representa formas más antiguas del intercambio epistolar de la coterie de la cultura manuscrita dentro de la cultura impresa más reciente.
The History of Joseph (1736)
La historia de José (1736) es un poema narrativo extenso en la tradición de las epopeyas religiosas inglesas como Paradise Lost  como Milton y una paráfrasis alegórica que añade detalles a la historia del Antiguo Testamento de José. Los predecesores inmediatos de Rowe fueron A Paraphrase of the Book of Job (1700) de Richard Blackmore y Solomon, or the Vanity of the World (1718) de Matthew Prior . Joseph fue traducido al alemán influenciando al poeta suizo Johann Jacob Bodmer y Friedrick Klopstock, un poeta alemán cuya épica bíblica Messias (1749) también fue influenciada por Paradise Lost. En este trabajo, continúa criticando el libertinaje, así como la mitología pagana y el arte sacerdotal que celebra a un héroe marcado por la virtud de la castidad mientras resiste las tentaciones de la esposa de Putifar, llamada Sabrina por Rowe, que usa encantos, astrología y argumentos filosóficos con respecto al libertinaje para intentar seducirlo.
Philomela: o Poems by Mrs. Elizabeth Singer (1737)
Una reimpresión de los poemas de 1696 en varias ocasiones.
Devout Exercises of the Heart in Meditation and Soliloquy, Prayer and Praise (1737) Después de su muerte y de acuerdo con sus deseos, Isaac Watts revisó y publicó sus meditaciones religiosas en esta obra.
Las obras misceláneas en prosa y verso de la señora Elizabeth Rowe (1739) Publicado póstumamente por Theophilus Rowe, esta colección fue precedida por una biografía muy elogiosa y no menos de doce tributos poéticos.

## Recepción de la crítica

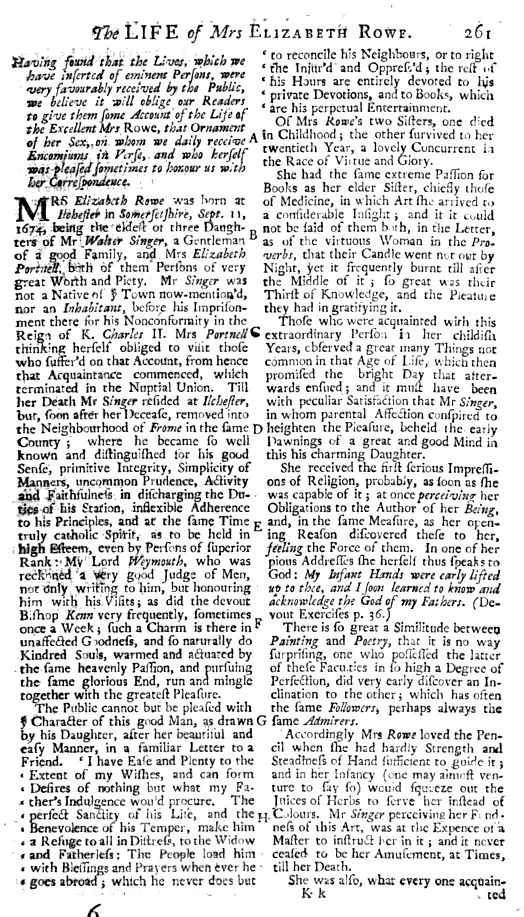
El artículo "La vida de la Sra. Elizabeth Row "que se publicó en" The Gentleman's Magazine "en mayo de 1739.

El crítico literario y lexicógrafo del siglo XVIII, Samuel Johnson, elogió a Elizabeth Singer Rowe y escribió en una reseña de Miscellanies que los ensayistas de la colección "parecen haber imitado en general, o tratado de imitar, la abundancia y exuberancia de Mrs. Rowe. Sin embargo, este no es todo su elogio; han trabajado para agregar a su brillo de imágenes, su pureza de sentimiento " y él le dio crédito por un dominio del estilo que usaba los" adornos del romance en la decoración de la religión ". La escritora inglesa del siglo XVIII  y bluestocking Elizabeth Carter alabó "la feliz elegancia del pensamiento" de Rowe describe su verso como "depurado por la virtud" con "cepas potentes [que] se despiertan las pasiones más nobles del alma." [21] Los contemporáneos de Rowe la consideraban la "virtuosa sucesora de Katherine Phillips ".
Después de su muerte, otros escritores y el público enfatizaron su reputación virtuosa. En 1739, The Gentleman's Magazine escribió sobre Rowe en un texto en tres partes, denominándola el "ornamento de su sexo". George Ballard, anticuario y biógrafo literario del siglo XVIII, destacó a Rowe como el epítome de su modelo domesticado de la escritora virtuosa y modesta, ideal en sus muy influyentes Memorias de varias damas de Gran Bretaña: que han sido celebradas por sus escritos o habilidad en las lenguas, artes y ciencias aprendidas (1752). Feminiad  (1754) de John Duncombe elogió tanto su carácter como su escritura. En 1803, un escritor anónimo sugirió que Rowe representaba "la virtud y toda su belleza genuina [que debería] recomendarla a la elección y la admiración de una generación en ascenso"  Se convirtió en una "autoridad cultural", influyendo posteriormente en escritoras y activistas cristianas del siglo XIX. Sus obras se reimprimieron casi todos los años hasta 1855, agotadas en 1860, y en 1897 ni siquiera se la mencionaba en A Dictionary of English Authors; su reputación había pasado de "ejemplar" y "musa" a "curiosidad de anticuario".
Los estudiosos recientes han interpretado a Rowe como una figura fundamental en el desarrollo de la novela inglesa: Rowe tomó prestados personajes y situaciones comunes de los romances franceses e italianos de finales del siglo XVII y principios del siglo XVIII populares en Inglaterra, transformando las luchas externas para salvar el cuerpo del heroína de los seductores, a salvar la mente y el alma de la heroína del mundo corrupto a través del autocontrol virtuoso que resulta de la contemplación, sellando así la trayectoria de la trama de la ficción posterior como se evidencia en novelas posteriores como Betsy Thoughtless de Eliza Haywood , Clarissa de Samuel Richardson y Cecilia de Frances Burney . El significado protofeminista y amatorio de la contribución literaria de Rowe continúa siendo revaluado frente a sus temas morales y didácticos.

## Etextos
- Elizabeth Rowe at the Eighteenth-Century Poetry Archive (ECPA)
- The History of Joseph. A Poem in Ten Books.
- "The Life of Mrs. Elizabeth Rowe." Poems on Several Occasions. by Mrs. Elizabeth Rowe. To which is prefixed an account of the life and writings of the author. London: Printed for D. Midwinter in St. Paul's Church-yard, 1759.
- Select poems by Elizabeth Singer Rowe Archivado el 3 de enero de 2007 en Wayback Machine.: "A Paraphrase on the Canticles. Chap. V."; To Mrs. Arabella Marrow, in the Country"; "On the works of Creation."Works Cited

## Trabajos citados
1. ↑  «Obituary». General Evening Post. 17th–18th Century Burney Newspaper Collection. 26 de febrero de 1737.
2. 1 2  Backscheider, Paula (2013). Elizabeth Singer Rowe and the Development of the English Novel. Baltimore: Johns Hopkins University Press. pp. 122–207.
3. ↑  Prescott, Sarah. "Provincial Networks, Dissenting Connections, and Noble Friends: Elizabeth Singer Rowe and Female Authorship in Early Eighteenth Century England." Eighteenth-Century Life. 25 (Winter 2001):20.
4. ↑  Prescott, Sarah (2001). «Provincial Networks, Dissenting Connections, and Noble Friends: Elizabeth Singer Rowe and Female Authorship in Eighteenth-Century England». Eighteenth-Century Life: 30.
5. ↑  Peter Walmsley, "Whigs in Heaven: Elizabeth Rowe's Friendship in Death". Eighteenth-Century Studies. Baltimore: Johns Hopkins University Press, 2011; Paula R. Backscheider, Elizabeth Singer Rowe and the Development of the English Novel. Baltimore: Johns Hopkins University Press, 2013.
6. 1 2 3 4 5 6  Pritchard, John. Oxford Dictionary of National Biography.Oxford: Oxford UP, 2004.
7. ↑  Backscheider, Paula R.: Elizabeth Singer Rowe and the Development of the English Novel. Baltimore: Johns Hopkins University Press, 2013, pp. 7–8).
8. ↑  «The Life of Mrs. Elizabeth Rowe». digital.library.upenn.edu. Consultado el 17 de octubre de 2015.
9. ↑  Backscheider, Paula (2013). Elizabeth Singer Rowe and the Development of the English Novel. Baltimore: Johns Hopkins UP. pp. 9–10. ISBN 978-1-4214-0842-2.
10. ↑  Stuff, Good. «Rook Lane House and Archway to Rook Lane Cottage, Frome, Somerset». britishlistedbuildings.co.uk. Consultado el 2 de junio de 2019.
11. ↑  «Plaques» (en inglés). 16 de junio de 2016. Consultado el 2 de junio de 2019.
12. ↑  Kathryn King, "Elizabeth Singer Rowe's tactical use of print and manuscript." Women's Writing and the Circulation of Ideas: Manuscript Publication in England, 1550-1800, eds. George L. Justice and Nathan Tinker. Cambridge: Cambridge UP, 2002, p. 172.
13. ↑  King, Kathryn. "Elizabeth Singer Rowe's tactical use of print and manuscript." Women's Writing and the Circulation of Ideas: Manuscript Publication in England, 1550–1800, eds George L. Justice and Nathan Tinker (Cambridge: Cambridge UP, 2002), pp. 165–66.
14. ↑  Staves, Susan (2010). A Literary History of Women's Writing in Britain, 1660-1789. New York: Cambridge UP. p. 75. ISBN 978-0-521-13051-6.
15. ↑  Addock, Rachel. "Rowe, Elizabeth Singer." The Encyclopedia of British Literature 1660-1789: Wiley Blackwell Encyclopedia of Literature. www.literatureencylopedia.com. October 10, 2015.
16. ↑  Virginia Blain, et al., eds. "Rowe, Elizabeth (Singer)", The Feminist Companion to Literature in English. New Haven and London: Yale UP, 1990, p. 925.
17. ↑  Germaine Greer, et al., eds., Elizabeth Singer. Kissing the Rod: An Anthology of Seventeenth-century Women's Verse (Farrar Staus Giroux, 1988). 383.
18. ↑  Backscheider, Paula. Elizabeth Singer Rowe and the Development of the English Novel. Baltimore: Johns Hopkins University Press, 2013. Print. 5
19. ↑  Backscheider, Paula. Elizabeth Singer Rowe and the Development of the English Novel (Baltimore: Johns Hopkins University Press, 2013), p. 2.
20. ↑  Staves, Susan. A Literary History of Women's Writing in Britain, 1660-1789. Cambridge: Cambridge University Press, 2006, p. 224.
21. ↑  Rowe, Elizabeth Singer. Friendship in Death, in Twenty Letters from the Dead to the Living, ed. Josephine Greider (New York: Garland, 1972), p. 1.
22. ↑  Grieder, Josephine. Introduction. Friendship in Death. New York: Garland, 1972. Print. Foundations of the Novel. 6.
23. ↑  Backscheider, Paula. Elizabeth Singer Rowe and the Development of the English Novel (Baltimore: Johns Hopkins University Press, 2013) pp. 48 and 60.
24. ↑  Backscheider, Paula (2013). Elizabeth Singer Rowe and the Development of the English Novel. Baltimore: Johns Hopkins University Press. p. 68. ISBN 978-1-4214-0842-2.
25. ↑  King, Katherine. "Elizabeth Singer Rowe's tactical use of print and manuscript." Women's Writing and the Circulation of Ideas: Manuscript Publication in England, 1550-1800. eds. George L. Justice and Nathan Tinker. Cambridge: Cambridge University Press, 2002. Print. 172.
26. ↑  Staves, Susan (2006). A Literary History of Women's Writing in Britain, 1660-1789. Cambridge: Cambridge University Press. pp. 221–223. ISBN 978-0-521-13051-6.
27. 1 2  Staves, Susan (2006). A Literary History of Women's Writing in Britain, 1660-1789. Cambridge: Cambridge University Press. p. 227. ISBN 978-0-521-13051-6.
28. ↑  Boswell, James (2008). Life of Johnson. Oxford: Oxford University Press. p. 222. ISBN 978-0-19-954021-1.
29. ↑  Ezell, Margaret (1993). Writing Women's Literary History. Baltimore: Johns Hopkins University Press. pp. 75–76. ISBN 0-8018-4432-0.
30. ↑  Richetti, John (1969). The Novel as Pious Polemic. Popular Fiction Before Richardson: Narrative Patterns 1700-1739. Oxford: Oxford University Press.
31. ↑  Ezell, Margaret (1993). Writing Women's Literary History. Baltimore: Johns Hopkins University Press. pp. 78;88;90. ISBN 0-8018-4432-0.
32. ↑  Backscheider, Paula. Elizabeth Singer Rowe and the Development of the English Novel. Baltimore: Johns Hopkins University Press, 2013. Print. 4.
33. ↑  Lady's Monthly Museum, 1803.
34. ↑  Staves, Susan (2006). A Literary History of Women's Writing, 1660-1789. Cambridge: Cambridge University Press. p. 169. ISBN 978-0-521-13051-6.
35. ↑  Ezell, Margaret (1993). Writing Women's Literary History. Baltimore: Johns Hopkins University press. pp. 105–106. ISBN 0-8018-4432-0.
36. ↑  «Elizabeth Singer Rowe © Orlando Project». orlando.cambridge.org. Archivado desde el original el 27 de julio de 2015. Consultado el 2 de noviembre de 2015.

- Datos: Q3051267
- Multimedia: Elizabeth Singer Rowe / Q3051267